# Jean-Guillaume de Clèves
Jean Guillaume de Clèves (29 mai 1562 – 25 mars 1609) (en allemand, Johann Wilhelm von Kleve, en néerlandais, Johan Willem van Kleef), est un duc de Clèves, de Berg et de Juliers, comte de la Marck et de Ravensberg de 1592 à 1609, second fils de Guillaume IV, duc de Clèves, de Berg, de Juliers, etc., et de Marie d'Autriche, archiduchesse d'Autriche.

## Biographie
Dernier duc de Clèves, Berg, Juliers, comte de la Marck, de Ravensberg, seigneur de Ravenstein, n'ayant pas eu d'enfants de ses deux épouses :
- en 1585, Jacqueline de Bade (en) (1558-1597), fille de Philibert, margrave de Bade-Bade, et de Mathilde de Wittelsbach.
- en 1599, Antoinette de Lorraine (1568-1610), fille de Charles III, duc de Lorraine et de Bar, et de Claude de France (1547-1575).

Jean Guillaume de Clèves fut d'abord un fervent catholique, contrairement à son père qui était protestant et l'un des chefs de l'Union des Protestants d'Allemagne. De 1571 à 1574, il fut coadjuteur de la cathédrale de Munster, puis de 1574 à 1585, le 59e prince-évêque. Cette situation provoqua de violents conflits avec son père, lequel mourut le 5 janvier 1592 à Düsseldorf, laissant tout son héritage à cet unique fils.
Mais l'unique fils, avait quatre sœurs, toutes quatre mariées :
- Marie-Éléonore (1550-1608), mariée en 1573 à Albert Frédéric de Prusse (1553-1618), duc de Prusse
- Anne (1552-1632), marié en 1574 à Philippe Louis de Wittelsbach (1547-1614), comte palatin de Neubourg
- Madeleine (1553-1633), mariée en 1579 à Jean Ier de Deux-Ponts (1550-1604), comte palatin de Deux-Ponts
- Sibylle (1557-1627), mariée en 1601 à Charles de Burgau (1560-1618), comte de Burgau

Avant sa mort, la santé mentale de Jean Guillaume se détériorait. Il fut qualifié de fou et pratiquement totalement écarté du gouvernement de ses vastes et puissants États que les Hohenzollern, les Wittelsbach, et même le duc de Saxe et l'empereur du Saint-Empire germanique (un Habsbourg) convoitaient.
À sa mort les trois familles vont se déchirer pour hériter de l'ensemble de ces riches et puissants territoires, aboutissant à la guerre de Succession de Juliers, laquelle prendra fin par le traité de Xanten en 1614, suivi de nouveaux conflits qui se terminèrent définitivement par le traité de Clèves en 1666. La Maison de Hohenzollern-Brandebourg-Prusse reçut Clèves, La Marck, et Ravensberg ; la Maison de Witteslbach-Bavière reçut Juliers, Berg, Wijnendale, etc.